# Raúl Fernández Robert
Raúl Fernández Robert (México, D.F., 17 de septiembre de 1905 - ibídem, 4 de septiembre de 1982) fue un baloncestista mexicano. Fue medalla de bronce con México en los Juegos Olímpicos de Berlín de 1936.